# Garnisonsmuseet
Garnisonsmuseet var ett militärhistoriskt museum i Linköping. Museet som grundades 1988 och lades ner 2016 låg i utkanten av de stadsdelar som tidigare använts av militären, även kallat Garnisonsområdet.
Museet hade sina lokaler i en tidigare förrådsbyggnad, uppförd på Malmslätt 1835 och flyttad 1942 till Kungliga Livgrenadjärregementet I4.. Byggnaden kallades under sin militära användning för Röda förrådet eller Röda magasinet och är ett byggnadsminne.
Museet visade föremål från 1500-talet till 1997, då det sista regementet lades ner.
I museets samlingar fanns uniformer och vapen och annat som förknippas med det militära. Museet innehade även historiska dokument såsom soldatregister, främst för användning inom släktforskning.
Före nedläggningen utredde Linköpings kommun under flera år om museet skulle flytta sin verksamhet till friluftsmuseet Gamla Linköping som ligger i stadsdelen Valla.